# Hampton Poyle
Hampton Poyle är en by i civil parish Hampton Gay and Poyle, i distriktet Cherwell, i grevskapet Oxfordshire, i England. Byn är belägen 10 km från Oxford. Hampton Poyle var en civil parish fram till 1932 när blev den en del av Hampton Gay and Poyle. Civil parish hade 80 invånare år 1931.